# فیلیپ یوریچیچ
فیلیپ یوریچیچ (کرواتی: Filip Juričić؛ زادهٔ ۱۸ آوریل ۱۹۸۱) بازیگر، و بازیگر تلویزیون اهل کرواسی است. وی از سال ۲۰۰۳ میلادی تاکنون مشغول فعالیت بوده‌است.